# Urcu, Caraș-Severin
Urcu este un sat în comuna Șopotu Nou din județul Caraș-Severin, Banat, România.